# Allopodoiulus schioedtei
Allopodoiulus schioedtei är en mångfotingart som först beskrevs av Karl Wilhelm Verhoeff 1898.  Allopodoiulus schioedtei ingår i släktet Allopodoiulus och familjen kejsardubbelfotingar. Inga underarter finns listade i Catalogue of Life.